# Taddeo Gaddi

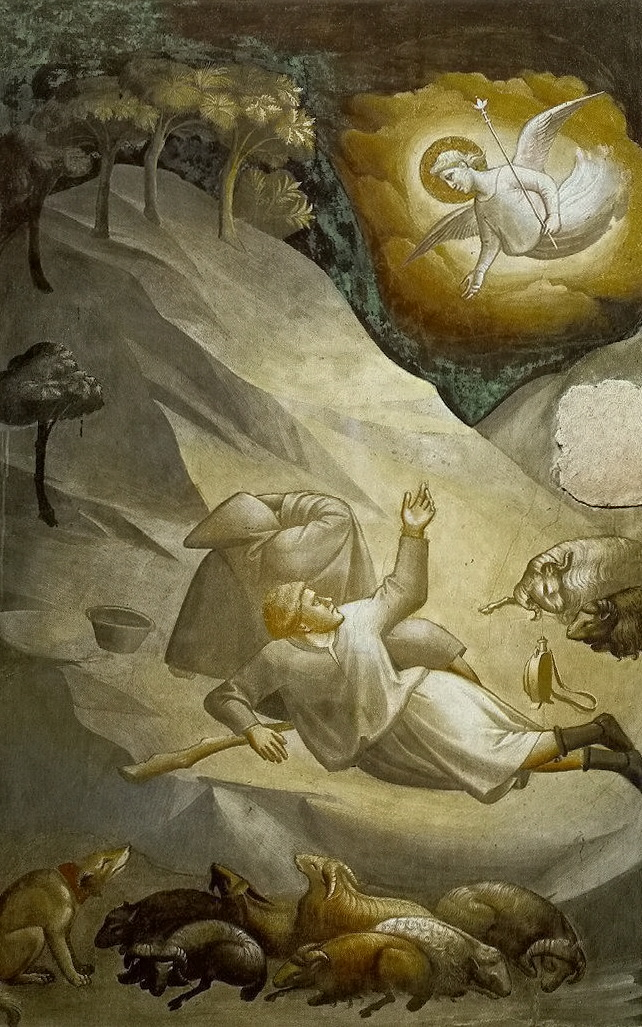
Részlet a Baroncelli-kápolna freskójából

Taddeo Gaddi (Firenze, 1290 körül–Firenze, 1366) olasz festő és építész. Apja Gaddo Gaddi, fia Agnolo Daddi. Tagja volt Giotto műhelyének, annak 1337-es haláláig. Giorgio Vasari azt állítja, Giotto legtehetségesebb tanítványa volt, 1347-ben Firenze leghíresebb festői közé számított. Főműve, a Santa Croce Baroncelli-kápolnájában lévő ciklusa, mely Szűz Mária történetét beszéli el, 1328 és 1338 között készült. Valószínűleg ő festette ugyanezen templom sekrestyéjében lévő szekrény oldalait is, aminek darabjain ma három múzeum osztozik, a Galleria dell'Accademia Firenzében, valamint egy müncheni és egy berlini múzeum. Ezekben a munkákban továbbfejlesztette Giotto stílusát, főleg, ami a képek hátterében lévő építészeti elemek festését illeti.
Egyes szakértők szerint közreműködött a római Stefaneschi szárnyasoltár elkészítésében is. Vasari szerint ő tervezte a Ponte Vecchiót is, de ezt többen cáfolják.

## Fordítás
- Ez a szócikk részben vagy egészben  a   Taddeo Gaddi című angol Wikipédia-szócikk ezen változatának fordításán alapul.  Az eredeti cikk szerkesztőit annak laptörténete sorolja fel. Ez a jelzés csupán a megfogalmazás eredetét és a szerzői jogokat jelzi, nem szolgál a cikkben szereplő információk forrásmegjelöléseként.